# Siempre hace frío
«Siempre hace frío» es una canción ranchera escrita por el cantautor mexicano Cuco Sánchez en 1956. Sánchez la grabó por primera vez como sencillo de 45 rpm para el sello discográfico mexicano Columbia.En su grabación, participó el guitarrista Antonio Bribiesca y el arpista Benito Martínez. Ese mismo año, Flor Silvestre la cantó en la película La justicia del gavilán vengador, que se estrenó en 1957.
Por la misma época, Verónica Loyo y Amalia Mendoza grabaron sus propias versiones con el Mariachi Vargas de Tecalitlán, bajo el sello discográfico RCA Víctor.

## Versión de Linda Ronstadt
Linda Ronstadt grabó la canción para su disco Más canciones (1991).

## Versión de Selena
La versión de Selena tiene el título «Siempre hace frio», omitiendo el acento en la palabra frio como parte de la ortografía en inglés. Su interpretación fue el primer sencillo lanzado para el álbum Siempre Selena. La canción fue grabada a finales de 1994 como parte de la banda sonora de la película Don Juan DeMarco (1995). Como el tema no fue utilizado para la cinta, se decidió incluirla en el álbum mencionado. La pista fue un sencillo exitoso, manteniéndose en el puesto número 2 de popularidad en la lista de Billboard Hot Latin Tracks durante 8 semanas.

### Listas
| Lista (1996)                              | Posición más alta |
| ----------------------------------------- | ----------------- |
| Hot Latin Songs (Billboard)               | 2                 |
| Regional Mexican Songs (Billboard)        | 2                 |
| Rancheras mexicanas (El Siglo de Torreón) | 2                 |